# Dobcross
Dobcross – wieś w Anglii, w hrabstwie ceremonialnym Wielki Manchester, w dystrykcie metropolitalnym Oldham. Leży 18 km na północny wschód od centrum miasta Manchester.